# Качура Яків Дем'янович
Качу́ра Я́ків Дем'я́нович (нар. 28 жовтня (9 листопада) 1897, с. Юрківка, Тульчинський район Вінницька область — жовтень 1943, Донецьк) — український письменник.

## Життєпис

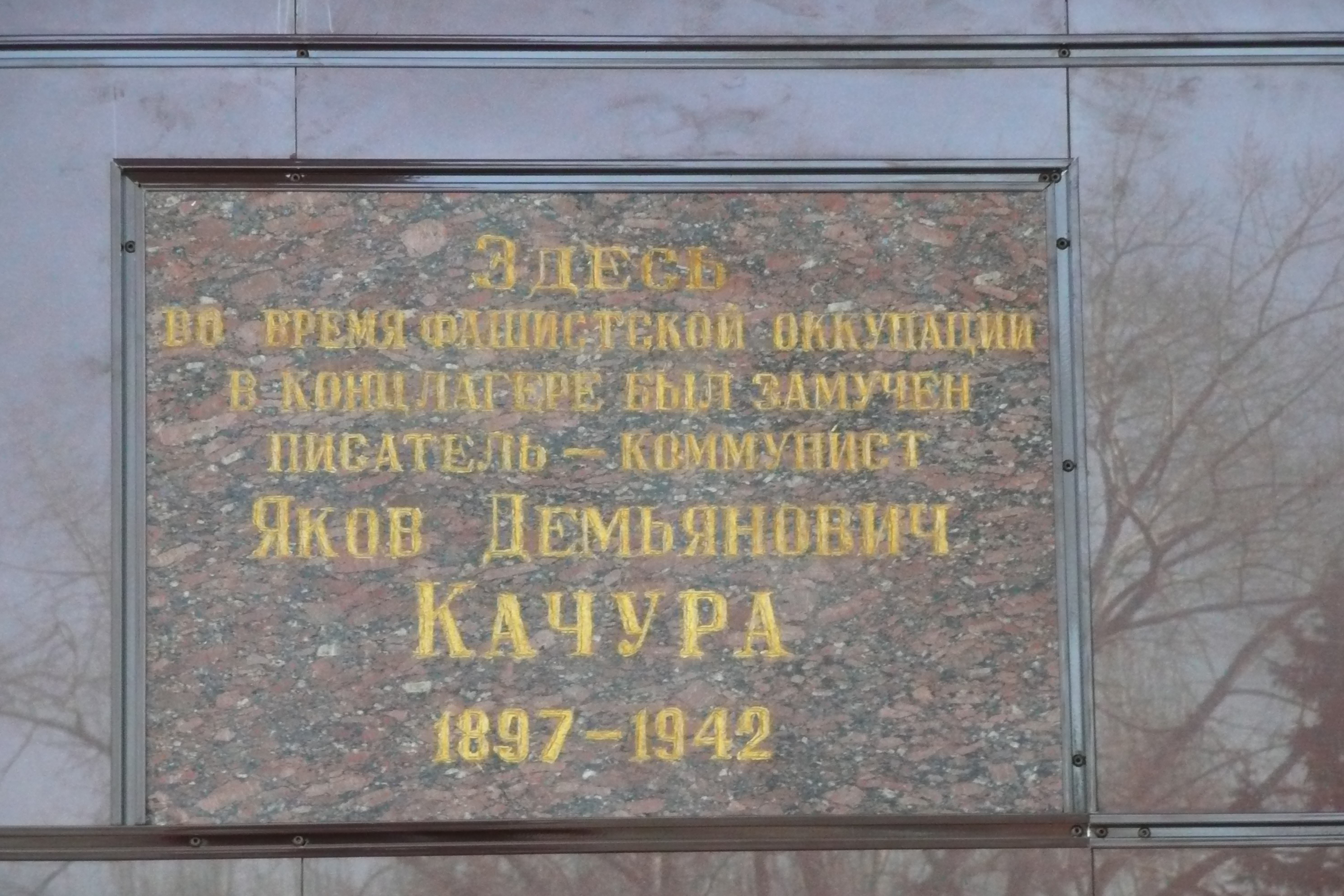
Меморіальна дошка на будівлі Палацу металургів в м. Донецьк

Народився 28 жовтня (за н. ст. — 9 листопада) 1897 року в с. Юрківка, тепер Тульчинського району Вінницької області.
Учасник Першої світової війни. У 1918 — 1922 рр. учителював. Закінчив 1925 року Київський інститут народної освіти.
Друкувався з 1923 р. Належав до Спілки селянських письменників «Плуг», Всеукраїнської спілки пролетарських письменників.
Учасник німецько-радянської війни.
У травні 1942 р. в боях під ст. Лозовою Харківської області потрапив у полон. Загинув у німецькому концтаборі на Донбасі в жовтні 1943 р.

## Творчість
Окремими виданнями вийшли оповідання «Дві сили», «Історія одного колективу» (обидва — 1925), збірки оповідань «Без хліба» (1927), «Похорон» (1929) та ін. В романі «Чад» (1929) висвітлено події 1-ї світової і громадянської воєн. Сільським трудівникам, донецьким шахтарям і металургам письменник присвятив роман «Ольга» (1931). В повісті «Іван Богун» (1940) показав боротьбу українського народу проти польської шляхти. У нарисах періоду Другої світової війни відобразив епізоди фронтового життя в дусі соцреалізму.

## Пам'ять
1974 р. у Києві (Михайлівська Борщагівка) названо вулицю і провулок іменем письменника.
1977 р. у с. Юрківці Я. Качурі відкрито пам'ятник (скульптор — М. П. Ковтун).